# Kamil Ausbuher
Kamul Ausbuher (né le 7 août 1975 à Podborany) un coureur cycliste tchèque. 
Spécialisé en cyclo-cross, il est champion du monde juniors en 1993, champion de République tchèque et vainqueur de la Budvar Cup en 2004. Il remporte également à domicile une manche de la Coupe du monde 2004-2005 à Tábor.

## Palmarès
- 1992-1993
  -  Champion du monde de cyclo-cross juniors
- 1993-1994
  -  Médaillé d'argent du championnat du monde de cyclo-cross juniors
- 1996-1997
  - 2e du championnat de République tchèque de cyclo-cross espoirs
- 1997-1998
  - 3e du championnat de République tchèque de cyclo-cross
- 1999-2000
  - 3e du championnat de République tchèque de cyclo-cross
- 2001-2002
  - 3e du championnat de République tchèque de cyclo-cross
- 2003-2004
  -  Champion de République tchèque de cyclo-cross
  - Classement général de la Budvar Cup
    - Budvar #1, Lostice[1]
    - Budvar #2, Ceska Lipa[2]
- 2004-2005
  - Coupe du monde #2, Tabor